# Aldo Costa
Aldo Costa (Parma, 5 giugno 1961) è un ingegnere italiano, noto per aver ricoperto diversi ruoli nell'ambito della Formula 1.
È stato direttore tecnico della Scuderia Ferrari dal 2008 al 2011 e della Mercedes AMG F1 dal 2011 al 2018. Dal 2019 ricopre lo stesso incarico per Dallara.

## Biografia

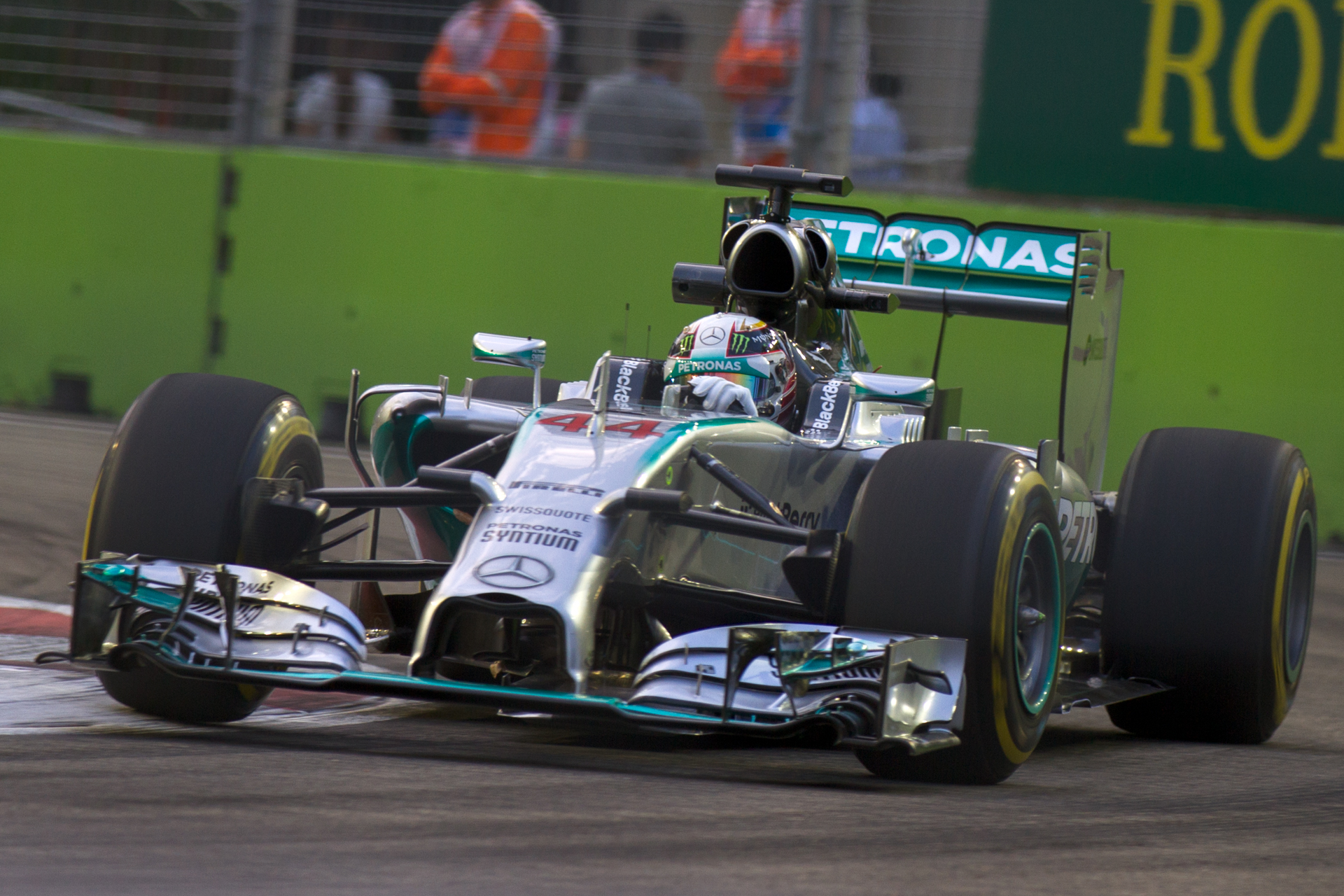
La Mercedes F1 W05 Hybrid campione del mondo di Formula 1, a cui Costa ha partecipato alla progettazione come direttore dell'ingegneria.

Laureatosi presso l'Università di Bologna in ingegneria meccanica, ha iniziato la carriera in Formula 1 nel 1988 come capo progettista della Minardi. Nella scuderia faentina Costa ha rivestito diversi incarichi: ingegnere addetto ai calcoli strutturali fino al 1989, responsabile del progetto della vettura fino al 1991 e quindi direttore tecnico.
Nel 1995 approda in Ferrari, dove il suo primo incarico è quello di sviluppare il progetto della versione GT-Le Mans, ovvero destinata alle corse, della spider F50. L'anno dopo diventa responsabile della progettazione autotelaio, nell'ambito della Gestione Sportiva: nel 1998 viene nominato assistente del capo progettista della monoposto di Formula 1, Rory Byrne, al quale è succeduto nel 2004. Nel 2006 è stato nominato capo della direzione autotelaio; dal 1º gennaio 2008 è divenuto direttore tecnico della casa di Maranello: ha mantenuto l'incarico fino al 24 maggio 2011.
Il 30 settembre 2011 la Mercedes annuncia l'arrivo di Costa nel proprio team di Formula 1, ruolo di direttore dell'ingegneria e responsabile della progettazione e sviluppo. È stato ad interim direttore tecnico della scuderia anglo-tedesca da gennaio a marzo 2017, mese in cui lo sostituisce James Allison. A luglio 2018, Mercedes annuncia l'addio di Costa al ruolo a fine stagione, motivato con la richiesta di riavvicinarsi all'Italia per ragioni familiari; nell'immediato l'ingegnere resta comunque legato al team di Brackley nelle vesti di consulente.
Nel settembre 2019 lascia definitivamente ogni incarico in Mercedes per approdare in Dallara dove, dal gennaio 2020, subentra al fondatore Gian Paolo Dallara come direttore tecnico dell'azienda di Varano de' Melegari.